# Anemonia sulcata
Anemonia sulcata is een zeeanemoon uit de familie Actiniidae die voorkomt aan de kusten van de Middellandse Zee. De soort is lange tijd opgevat als onderdeel van de wasroos (Anemonia viridis), en beide namen komen voor beide soorten voor in de literatuur.

## Kenmerken
Anemonia sulcata heeft twee basisvormen. De kleinere exemplaren hebben 72 tot 192 tentakels, waarvan de voet een doorsnede tot 5 cm kan hebben. Zij vormen grote kolonies, op een diepte tot 5 meter. De grotere exemplaren zijn 15 tot 20 cm groot en hebben 192 tot 384 tentakels en leven solitair tot een diepte van 25 meter. Deze soort heeft zoöxanthellen en lange beweeglijke tentakels, waarvan de uiteinden een groene of paarse zweem hebben. De soort heeft een voorliefde voor zonnige plekken. In dieper water levende exemplaren hebben een grijzige kleur. De steel is groen, bruin of grijs. Deze anemoon trekt de tentakels zelden in. Hij plant zich dikwijls ongeslachtelijk voort door deling.

## Voedsel
Anemonia sulcata voedt zich met kleinere dieren die zij met de krachtige netelcellen in hun tentakels vangen. In hun maag treft men kleine vissen, weekdieren en krabben aan. Dieren als de grondel Gobius bucchichi, de gladde sponspootkrab (Inachus phalangium) en de aasgarnaal Leptomysis mediterranea hebben de wasroos als gastheer, en zijn immuun voor het gif van de netelcellen.